# F6 (Zigarettenmarke)

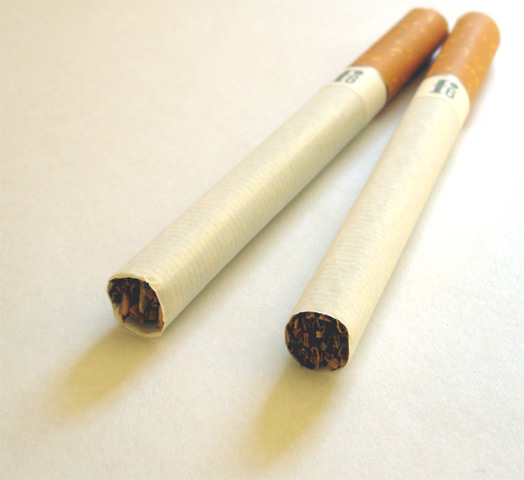
Zwei Zigaretten der Marke f6

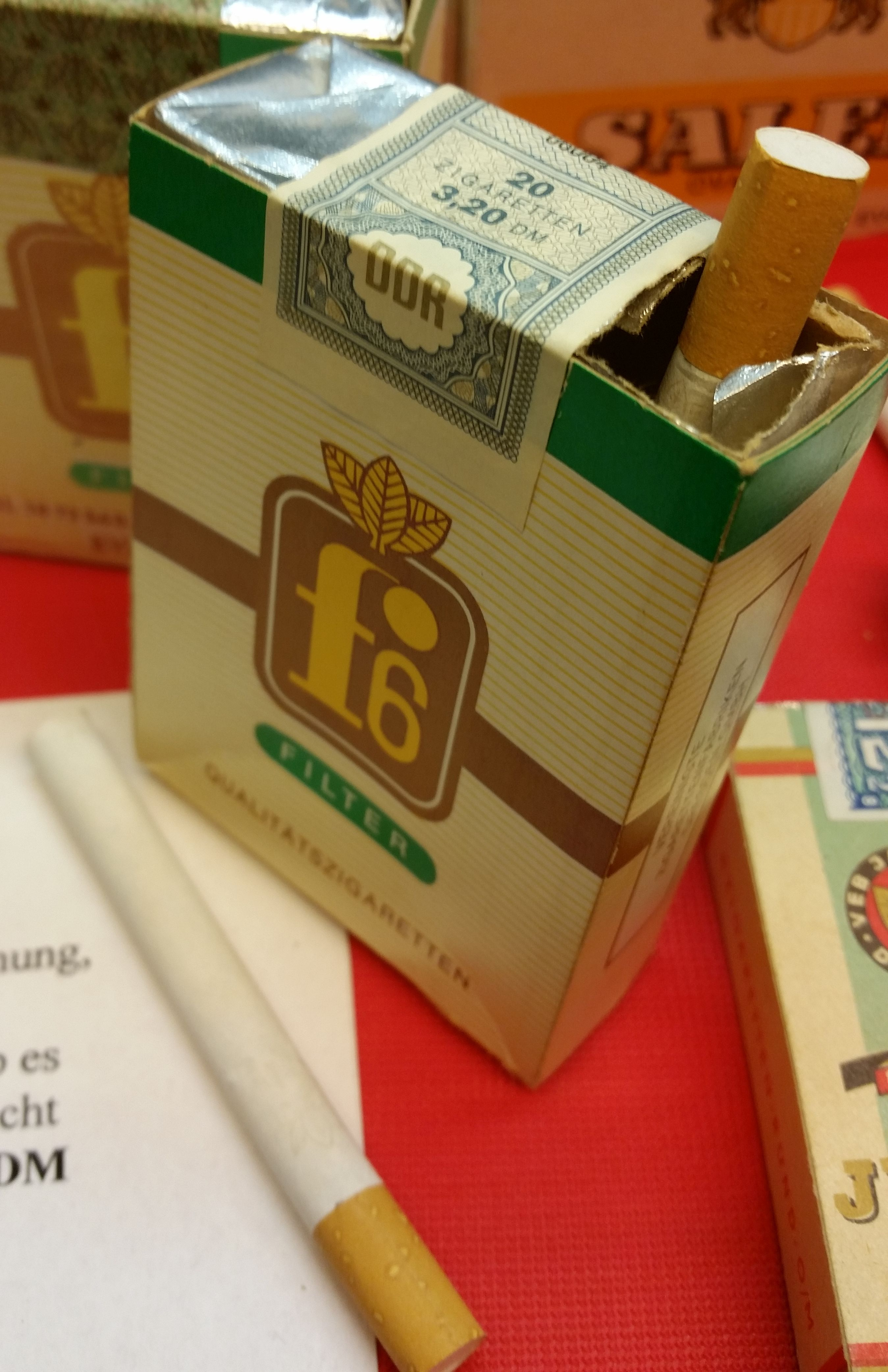
Zigarettenschachtel f6, nur kurze Zeit hergestellt mit einer DDR-Steuerbanderole und einem DM-Preis

f6 ist die Zigarettenmarke der f6 Cigarettenfabrik Dresden GmbH, die zur Altria Group gehört. Bis 1990 wurde sie in der DDR vom 1959 entstandenen VEB Dresdner Zigarettenfabriken (ab 1982 VEB Vereinigte Zigarettenfabriken Dresden und Stammbetrieb des Kombinats Tabak) hergestellt. Erkennungsmerkmale der f6-Zigaretten waren der kurze Filter und eine Tabakmischung, die sich recht deutlich von den gegenwärtig üblichen American-Blend-Tabakmischungen unterscheidet. Inzwischen sind die f6 jedoch verändert worden, die schmalere braune Banderole auf den Zigaretten wurde aber beibehalten.

## Geschichte
Nach Eigenangabe auf den derzeitigen f6-Schachteln gibt es die Marke f6 seit 1962. Von Anfang an handelte es sich bei f6 um Filterzigaretten.
Durch die Erfahrungen mit der Zigarettenmarke Cabinet, die vom Reemtsma-Konzern aufgekauft, im Marketing auf westdeutsche Konsumentenbedürfnisse ausgerichtet wurde und daraufhin in Ostdeutschland von ehemals fast 30 % Marktanteil auf 12 % fiel, betonte das Marketing für f6 die ostdeutsche Herkunft durch die vertraute Verpackungsgestaltung und entsprechende Werbeslogans. Die Zigarettenmarke f6 hielt ca. 18 % Marktanteil am ostdeutschen Zigarettenmarkt und 3,5 % Marktanteil in Deutschland (Platz 8). Dabei spielte auch die Preispolitik des Herstellers eine Rolle – der Preis für diese Zigaretten lag unter dem Marktdurchschnitt. Als erstes ostdeutsches Produkt erhielt die Marke den Goldenen Effie, den wichtigsten Preis der Werbebranche für die Markenführung und die Gesamtkommunikation. Mit dem von f6 initiierten f6 Music Award, einem Musikförderpreis, wollte die Marke ab 1997 ihr ostdeutsches Image vertiefen, es wurden explizit Musiker aus dieser Region gefördert.
F6-Zigaretten wurden bis Mitte 2019 in der unter Denkmalschutz stehenden Zigarettenfabrik Jasmatzi in Striesen hergestellt, seitdem hat der Herstellerkonzern Philip Morris die Produktion nach Tschechien und Polen verlegt.
Die nach der Wende herausgebrachten zusätzlichen Sorten der f6-Zigaretten wurden zum Jahresende 2012 wieder vom Markt genommen und innerhalb des Altria-Konzerns durch Sorten der Marke Chesterfield ersetzt. Seit 2023 gibt es neben der klassischen f6 auch wieder die Sorte f6 Blue, die bereits Jahre zuvor schon einmal am Markt war.

### Produktveränderung in der jüngeren Vergangenheit
Seit dem Jahr 2023 sind die f6 Zigaretten verändert und an die Eigenschaften anderer Zigarettenmarken angepasst worden. Im Widerspruch dazu steht die Bezeichnung der neuen Sorte als „ORIGINAL“ (bisher: „FILTER“). Die Filter haben seither die übliche Länge von etwa 2 cm. Dies ist äußerlich kaum zu erkennen, da die schmale braune Banderole suggeriert, dass es sich weiterhin um kurze Filter handele. f6-Zigaretten mit dem gegenwärtigen, längeren Filter haben auch einen veränderten Geschmack.

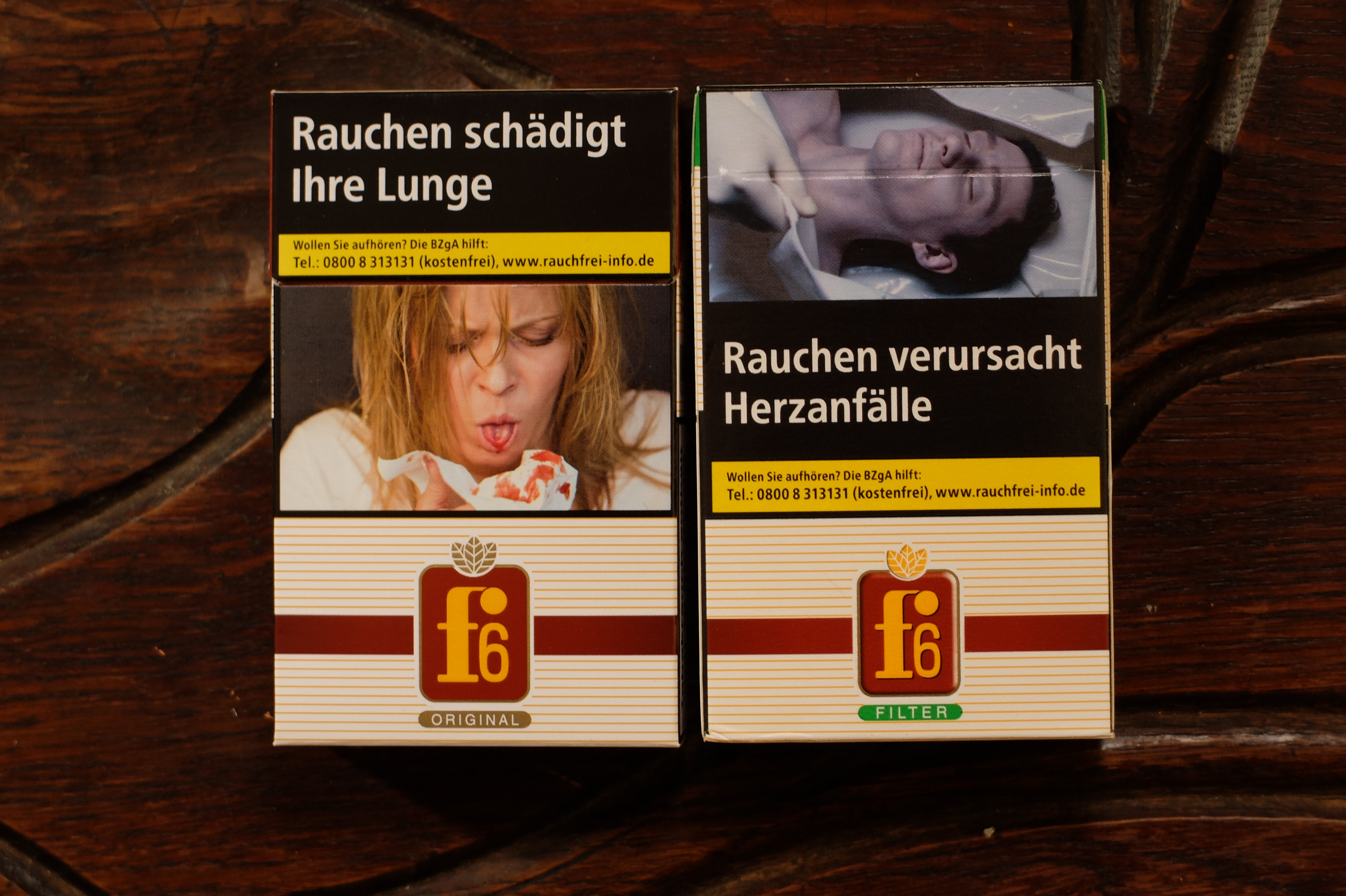
f6 ORIGINAL und f6 FILTER im Vergleich
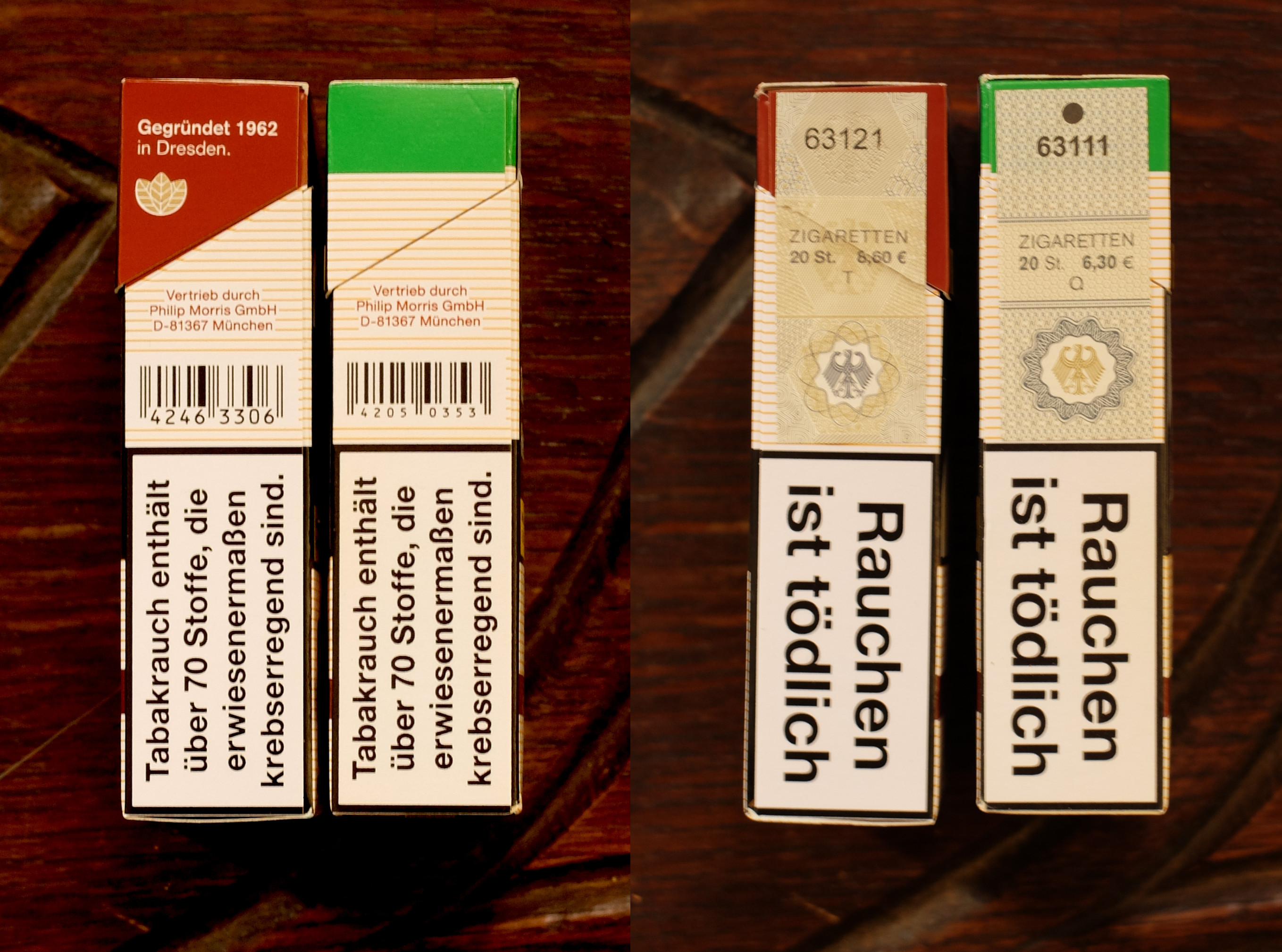
f6 ORIGINAL (jeweils links) und f6 FILTER (jeweils rechts)
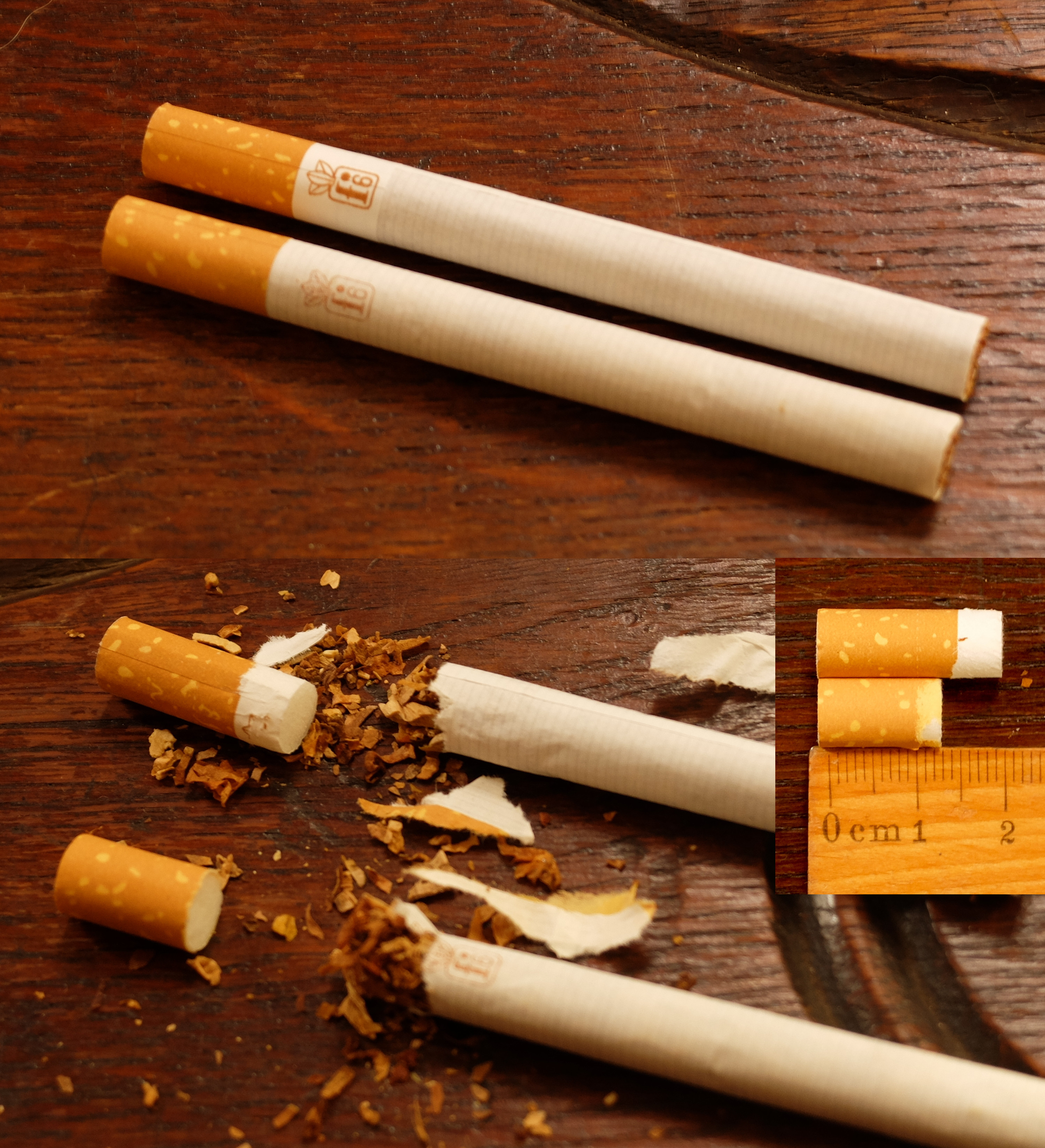
Zigaretten von f6 ORIGINAL (oben) und f6 FILTER (unten) im Vergleich

## Sorten

Links: „Automatenpackung“ f6 blue, rechts: 19er-„Ladenpackung“ f6 menthol fresh

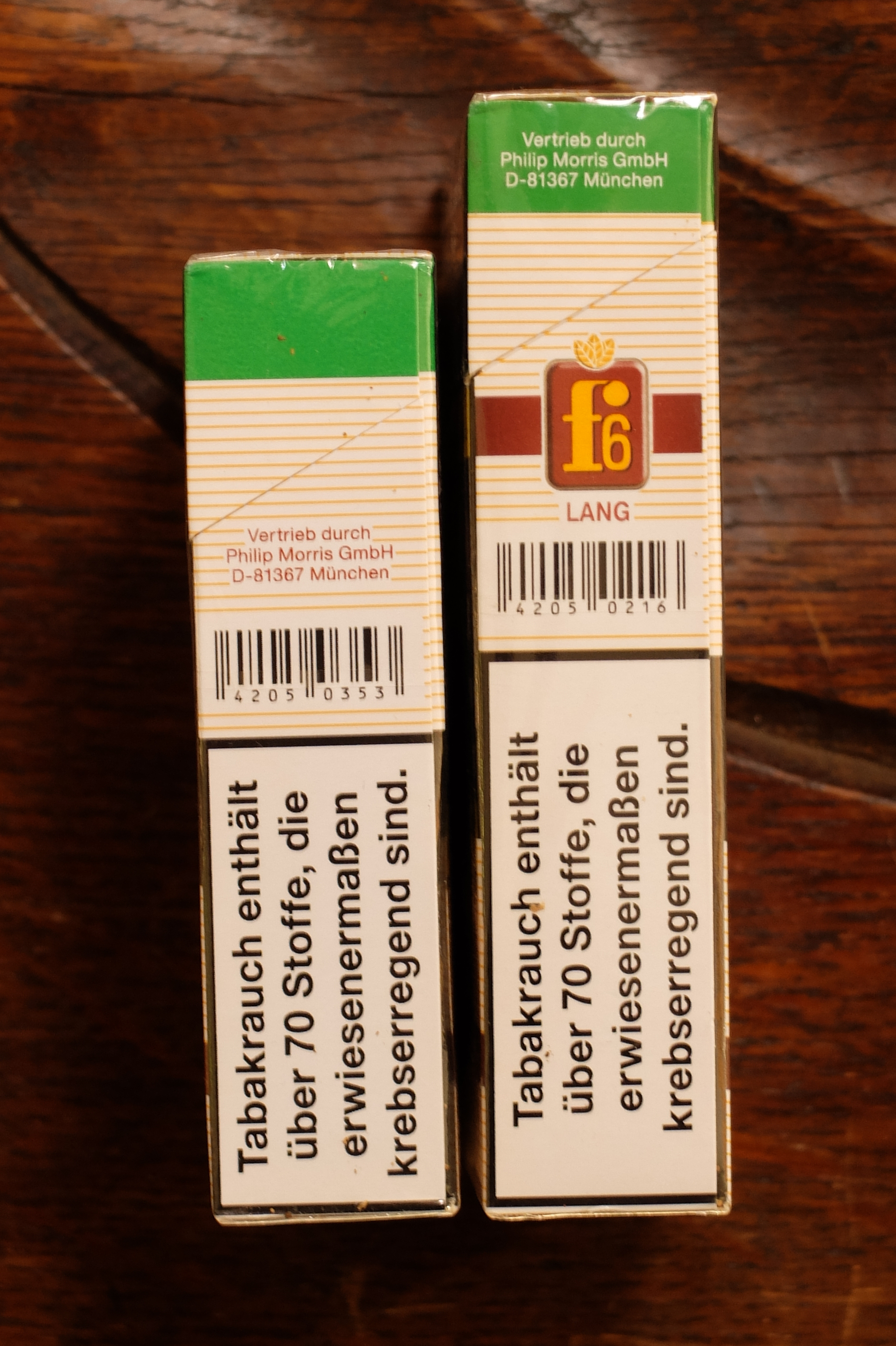
f6 „FILTER“ mit Zigaretten normaler Länge (80 mm) und die lange Variante (100 mm). Letztere hatte auch früher schon die längeren, heute üblichen Filter.

### Aktuelle Sorten
- f6 „ORIGINAL“ (Nikotin: 0,8 mg | Kondensat/Teer: 10 mg | Kohlenmonoxid: 9 mg)
- f6 blue (Nikotin: 0,5 mg | Kondensat/Teer: 6 mg | Kohlenmonoxid: 7 mg) (bis 31.10.23 Chesterfield blue, ab 1.11.23 wieder als f6 blue)

### Frühere Sorten
- f6 „FILTER“ (Nikotin: 0,8 mg | Kondensat/Teer: 10 mg | Kohlenmonoxid: 9 mg; seit etwa 2023 nicht mehr hergestellt)
- f6 „FILTER LANG“ (Nikotin: 0,8 mg | Kondensat/Teer: 10 mg | Kohlenmonoxid: 9 mg; wird nicht mehr hergestellt)
- f6 silver (Nikotin: 0,3 mg | Kondensat/Teer: 3 mg | Kohlenmonoxid: 4 mg; wird nicht mehr hergestellt)
- f6 Fine Flavor (ehemals light) (Nikotin: 0,8 mg | Kondensat/Teer: 7 mg | Kohlenmonoxid: 8 mg; jetzt Chesterfield Blue)
- f6 International Blend (Nikotin: 0,8 mg | Kondensat/Teer: 10 mg | Kohlenmonoxid 10 mg; wird nicht mehr hergestellt)
- f6 full flavor (ehemals red bzw. sun) (Nikotin: 0,8 mg | Kondensat/Teer: 10 mg | Kohlenmonoxid: 10 mg; jetzt Chesterfield Red)
- f6 menthol (Nikotin: 1,0 mg | Kondensat/Teer: 12 mg/Kohlenmonoxid:9 mg; wird nicht mehr hergestellt)
- f6 menthol fresh (Nikotin: 0,5 mg | Kondensat/Teer: 6 mg | Kohlenmonoxid: 7 mg; wird nicht mehr hergestellt)
- f6 Stix Fine Flavor (wird nicht mehr hergestellt)
- f6 Zigarettentabak (Dose 120 g) (wird nicht mehr hergestellt)
- f6 Zigarettentabak (Tütchen 30 g) (wird nicht mehr hergestellt)
- f6 Zigarillos (wird nicht mehr hergestellt)
- f6 Tobacco Block (für Tobacco-Block-System 2.0) (wird nicht mehr hergestellt)

## Trivia
- Der Name f6 steht für Filterzigarette der 60er Jahre.[2] Die Behauptung, der Name leite sich von der dem früheren Produktionsgebäude Yenidze nahegelegenen Fernverkehrsstraße 6 der DDR, kurz F6, ab, ist nicht korrekt.
- In Anspielung auf den zum Teil grob geschnittenen, mit Stängelteilen durchsetzten Tabak gab es im DDR-Volksmund den Spruch: „Was ist der Unterschied zwischen f6 und Wasser? – Wasser hat keine Balken.“